# Camilla Gonzaga
Camilla Gonzaga (Vescovato, 1500 – San Secondo Parmense, 1585) è stata una nobile italiana.

## Biografia
Era la figlia di Giovanni Gonzaga, signore di Vescovato e di Laura Bentivoglio.
Andò in sposa nel 1523 a Pier Maria III de' Rossi conte di San Secondo del casato dei Rossi di San Secondo, che gli assicurò una dote di seimila ducati, in denaro, gioielli, abiti e arredi. Il matrimonio è rievocato nella manifestazione del Palio delle contrade di San Secondo.
È stata ritratta nel celebre dipinto del Parmigianino Ritratto di Camilla Gonzaga coi tre figli.

## Discendenza
Camilla e Pier Maria ebbero dieci figli:
- Eleonora, monaca;
- Laura, monaca;
- Bianca, monaca;
- Sigismondo, condottiero;
- Giovanni;
- Ippolito;
- Ercole;
- Troilo (1547-1591),  terzo marchese di San Secondo;
- Federigo (1534-1569), ecclesiastico;
- Ippolito (1532-1591), cardinale.

## Ascendenza
|                         |                        |                                  | Genitori                            |  |  | Nonni |  |  | Bisnonni             |  |  | Trisnonni             |  |
|                         |                        |                                  |                                     |  |  |       |  |  | Ludovico III Gonzaga |  |  | Gianfrancesco Gonzaga |  |
|                         |                        |                                  |                                     |  |  |       |  |  | Ludovico III Gonzaga |  |  | Gianfrancesco Gonzaga |  |
|                         |                        | Paola Malatesta                  |                                     |  |  |       |  |  | Ludovico III Gonzaga |  |  |                       |  |
| Federico I Gonzaga      |                        |                                  |                                     |  |  |       |  |  | Ludovico III Gonzaga |  |  |                       |  |
|                         |                        | Barbara di Brandeburgo           | Giovanni l'Alchimista               |  |  |       |  |  |                      |  |  |                       |  |
|                         |                        | Barbara di Brandeburgo           | Giovanni l'Alchimista               |  |  |       |  |  |                      |  |  |                       |  |
|                         |                        | Barbara di Brandeburgo           | Barbara di Sassonia-Wittenberg      |  |  |       |  |  |                      |  |  |                       |  |
| Giovanni Gonzaga        |                        | Barbara di Brandeburgo           |                                     |  |  |       |  |  |                      |  |  |                       |  |
|                         |                        | Alberto III di Baviera           | Ernesto di Baviera-Monaco           |  |  |       |  |  |                      |  |  |                       |  |
|                         |                        | Alberto III di Baviera           | Ernesto di Baviera-Monaco           |  |  |       |  |  |                      |  |  |                       |  |
|                         |                        | Alberto III di Baviera           | Elisabetta Visconti                 |  |  |       |  |  |                      |  |  |                       |  |
| Margherita di Baviera   |                        | Alberto III di Baviera           |                                     |  |  |       |  |  |                      |  |  |                       |  |
|                         |                        | Anna di Braunschweig-Grubenhagen | Erich I di Braunschweig-Grubenhagen |  |  |       |  |  |                      |  |  |                       |  |
|                         |                        | Anna di Braunschweig-Grubenhagen | Erich I di Braunschweig-Grubenhagen |  |  |       |  |  |                      |  |  |                       |  |
|                         |                        | Anna di Braunschweig-Grubenhagen | Elisabetta di Brunswick-Göttingen   |  |  |       |  |  |                      |  |  |                       |  |
| Camilla Gonzaga         |                        | Anna di Braunschweig-Grubenhagen |                                     |  |  |       |  |  |                      |  |  |                       |  |
|                         | Annibale I Bentivoglio | Anton Galeazzo Bentivoglio       |                                     |  |  |       |  |  |                      |  |  |                       |  |
|                         | Annibale I Bentivoglio | Anton Galeazzo Bentivoglio       |                                     |  |  |       |  |  |                      |  |  |                       |  |
|                         | Annibale I Bentivoglio | Francesca Gozzadini              |                                     |  |  |       |  |  |                      |  |  |                       |  |
| Giovanni II Bentivoglio | Annibale I Bentivoglio |                                  |                                     |  |  |       |  |  |                      |  |  |                       |  |
|                         |                        | Donnina Visconti                 | Lancillotto Visconti                |  |  |       |  |  |                      |  |  |                       |  |
|                         |                        | Donnina Visconti                 | Lancillotto Visconti                |  |  |       |  |  |                      |  |  |                       |  |
|                         |                        | Donnina Visconti                 | …                                   |  |  |       |  |  |                      |  |  |                       |  |
| Laura Bentivoglio       |                        | Donnina Visconti                 |                                     |  |  |       |  |  |                      |  |  |                       |  |
|                         |                        | Alessandro Sforza                | Muzio Attendolo Sforza              |  |  |       |  |  |                      |  |  |                       |  |
|                         |                        | Alessandro Sforza                | Muzio Attendolo Sforza              |  |  |       |  |  |                      |  |  |                       |  |
|                         |                        | Alessandro Sforza                | Lucia Terzani                       |  |  |       |  |  |                      |  |  |                       |  |
| Ginevra Sforza          |                        | Alessandro Sforza                |                                     |  |  |       |  |  |                      |  |  |                       |  |
|                         |                        | …                                | …                                   |  |  |       |  |  |                      |  |  |                       |  |
|                         |                        | …                                | …                                   |  |  |       |  |  |                      |  |  |                       |  |
|                         |                        | …                                | …                                   |  |  |       |  |  |                      |  |  |                       |  |
|                         |                        | …                                |                                     |  |  |       |  |  |                      |  |  |                       |  |